# Мария Брикер
Мария Брикер е руска писателка, авторка на бестселъри в жанра психологически иронични криминални романи.

## Биография и творчество
Мариана „Мария“ Брикер е родена на 4 септември 1973 г. в Москва, СССР. От малка мечтае да стане художник и завършва с отличие художествено училище със специалност керамика. Още като тинейъджър организира спектакли с приятели и измисля хорър истории и приказки. След гимназията първоначално се подготвя да кандидатства в Художествената академия, но после завършва мениджмънт в центъра на Дягилев, след като участва в спонсориран от центъра конкурс по красота.
Започва работа в голяма чуждестранна компания като бързо достига до позицията на главен счетоводител. Едновременно с това учи и завършва икономика с бакалавърска степен. Омъжва се и има две дъщери. Докато отглежда първата си дъщеря решава да се насочи към други кариера, учи психология в Московския държавен университет в специален курс по управление на човешките ресурси, и известно време работи в агенция по набиране на кадри.
Още в университета започва да пише, а когато по време на кризата през 1998 г. семейството ѝ губи спестяванията си, тя започва да пише първия си роман като форма на лично удовлетворение.
Криминалният ѝ роман „Мятный шоколад“ е публикуван през 2005 г. Книгата става бестселър и тя се посвещава с удоволствие на писателската си кариера.
Произведенията на писателката се отличават с хумор, шокиращи сцени, редица колоритни персонажи и вълнуващи детективски сюжети. Издадени са в сериите „Реалити детектив“, „Есенен детектив“, и др.
Много популярна е поредицата ѝ „Кукловод“ с главни герои режисьора шегаджия Варламов и следователката Леночка Зотова.
Мария Брикер живее със семейството си в Москва.

## Произведения

### Самостоятелни романи
- Мятный шоколад (2005)
- Босиком по снегу (2005)
- Не книжный переплет (2005)
- Тени солнечного города (2006)
- Имбирное облако (2007)
- Изысканный адреналин (2007)
Изискан адреналин, изд. „Монт“, София (2009), прев. Иван Евтимов
- Фонарь Диогена (2008)
- Апельсин-желание (2009)
- Небо под зеленым абажуром (2012)
- Горькая дольче вита (2012)

### Серия „Кукловод (Детективные тайны Марии Брикер)“
1. Желтый свитер Пикассо (2007)
2. Кокон Кастанеды (2007)
Пашкулът на Кастанеда, изд. „Монт“, София (2009), прев. Иван Евтимов
3. Шарф Айседоры (2009)
4. Купель Офелии (2011)
5. Коллекционер закрытых книг (2011)
6. Венок кентавра (2012)
7. Остров желтых васильков (2015)

### Разкази
- Кастинг на чужую роль
Кастинг за чужда роля, фен-превод
- Винтаж
- Уик-энд в Париже
- Черная снегурочка

### Сборници
- Летний детектив (2000) – с Анна Данилова, Марина Крамер